# Echipa națională de fotbal a Ciprului
Echipa națională de fotbal a Ciprului este naționala de fotbal a Ciprului și este organizată de Asociația de Fotbal a Ciprului. Nu au participat niciodată la Campionatul European de Fotbal sau la Campionatul Mondial de Fotbal. Antrenorul actual este Nikos Kostenoglou.

## Foști antrenori
| Nume                 | Perioadă       |
| -------------------- | -------------- |
| Angelos Anastasiadis | 2004 - prezent |
| Momčilo Vukotić      | 2001–2004      |
| Stavros Papadopoulos | 1999–2001      |
| Panikos Georgiou     | 1997–1999      |
| Andreas Michaelides  | 1991–1997      |
| Panikos Iakovou      | 1984–1991      |
| Vassil Spasov        | 1982–1984      |
| Kostas Talianos      | 1977–1982      |
| Panikos Krystallis   | 1976–1977      |
| Pambos Avraamidis    | 1972–1976      |
| Sima Milovanov       | 1972           |
| Ray Wood             | 1969–1971      |
| Pambos Avraamidis    | 1968–1969      |
| Argyrios Gavalas     | 1960–1967      |
| Gyula Zsengellér     | 1958–1959      |

### Performanțele jucătorilor
La 12 decembrie 2009

### Cei mai selecționat jucător
| # | Nume                  | Debut | Selecții | Goluri | Activ? |
| - | --------------------- | ----- | -------- | ------ | ------ |
| 1 | Ioannis Okkas         | 1997  | 100      | 26     | Da     |
| 2 | Pambos Pittas         | 1987  | 82       | 7      | Nu     |
| 3 | Nicos Panayiotou      | 1994  | 75       | 0      | Nu     |
| 4 | Michalis Constantinou | 1998  | 75       | 30     | Da     |
| 5 | Giorgos Theodotou     | 1996  | 70       | 0      | Nu     |

### Cei mai buni marcatori
| # | Jucător                    | Debut | Selecții | Goluri | Activ? |
| - | -------------------------- | ----- | -------- | ------ | ------ |
| 1 | Michalis Konstantinou      | 1998  | 75       | 30     | Da     |
| 2 | Ioannis Okkas              | 1997  | 100      | 26     | Da     |
| 3 | Constantinos Charalambides | 2003  | 50       | 11     | Da     |
| 4 | Marios Agathokleous        | 1994  | 38       | 10     | Da     |
| 5 | Milenko Spoljaric          | 1997  | 21       | 8      | Nu     |
| 6 | Siniša Gogić               | 1994  | 37       | 8      | Nu     |